# Charles Butler (7e marquis d'Ormonde)
Pour les articles homonymes, voir Charles Butler et Butler.
James Hubert Theobald Charles Butler (19 avril 1899 - 25 octobre 1997) est le fils du révérend Theobald Butler et de Annabella Brydon Gordon. Il est le 7e et dernier détenteur du titre de marquis d'Ormonde et le 25e détenteur du titre de comte d'Ormond. Le titre de comte d'Ormond est l'un des plus anciens titres des pairies des îles britanniques, ayant d'abord été accordé à James Butler, 1er comte d'Ormond, qui épouse une petite-fille d'Edouard Ier d'Angleterre.

## Service militaire
Charles Butler est formé comme officier de l'armée britannique à l'Académie royale militaire de Sandhurst et reçoit une commission de lieutenant dans le King's Royal Rifle Corps.
Pendant la Première Guerre mondiale, il est blessé lors d'une attaque au gaz en France en 1916 et passe le reste de la guerre à l'hôpital. Il est nommé membre de l'Ordre de l'Empire britannique (MBE) en 1921.

## Mariage et enfants
À la fin des années 1920, il émigre aux États-Unis d'Amérique, où il rencontre Nan Gilpin, fille de Garth Griffith Gilpin, qu'il épouse le 3 mars 1935. Ils ont deux filles :
- Ann Soukup (Constance Ann Butler) (née le 13 décembre 1940)
- Cynthia Hammer (Violet Cynthia Lilah Butler) (née le 31 août 1946)

Il se remarie à Elizabeth Rarden, fille de Charles R. Rarden, en 1976. Le couple n'a pas d'enfants.

## Marquis d'Ormonde
En 1971, Charles Butler hérite du marquisat d'Ormonde, des comtés d'Ormond et d'Ossory, de la vicomté de Thurles à la mort de son cousin, Arthur Butler (6e marquis d'Ormonde). Il est alors connu sous le nom de très honorable Charles Butler, 7e marquis d'Ormonde.
Au cours des dernières années de sa vie, Lord Ormonde joue un rôle actif en tant que président de la Butler Society. Il se rend régulièrement dans la ville de Kilkenny en Irlande, où se trouve l'ancien siège principal de sa famille, le Château de Kilkenny. La propriété du château (que la famille Butler n'a pas habitée depuis 1935) a été transférée à la ville et aux habitants de Kilkenny par son prédécesseur, le 6e marquis, en 1967.
Lord Ormonde est décédé le 25 octobre 1997 à Chicago, Illinois, à l'âge de 98 ans.
Sans héritier mâle, le marquisat s'éteint en 1997, tandis que le comté est en sommeil. Le 18e vicomte Mountgarret, qui succède à son père en 2004, est considéré comme l'héritier probable du titre connexe de l'ancien marquis, Comte d'Ormonde mais n'a pas réussi à prouver cette prétention.